# Artur Ważny
Artur Ważny (ur. 12 października 1966 w Rzeszowie) – polski duchowny rzymskokatolicki, biskup pomocniczy tarnowski w latach 2021–2024, biskup diecezjalny sosnowiecki od 2024.

## Życiorys
Urodził się 12 października 1966 w Rzeszowie w rodzinie Stanisława i Alicji z domu Filipek. Kształcił się w Liceum Ogólnokształcącym im. Tadeusza Kościuszki w Ropczycach, w 1985 złożył egzamin dojrzałości. W latach 1985–1991 odbył studia filozoficzno-teologiczne w Wyższym Seminarium Duchownym w Tarnowie. 25 maja 1991 w katedrze tarnowskiej został wyświęcony na prezbitera przez miejscowego biskupa diecezjalnego Józefa Życińskiego. Inkardynowany został do diecezji tarnowskiej. Licencjat z teologii pastoralnej uzyskał na Uniwersytecie Kardynała Stefana Wyszyńskiego w Warszawie.
W latach 1991–1995 pracował jako wikariusz w parafii Matki Boskiej Bolesnej w Limanowej, zaś w latach 1995–1999 był wikariuszem parafii Najświętszej Maryi Panny Królowej Polski w Tarnowie, którą w latach 2007–2014 zarządzał jako proboszcz. W 1998 został duszpasterzem akademickim w Tarnowie, a w 2003 diecezjalnym duszpasterzem akademickim. W tarnowskiej kurii diecezjalnej był w latach 1998–2007 dyrektorem wydziału duszpasterstwa młodzieży, a w latach 2014–2019 dyrektorem wydziału ds. nowej ewangelizacji. W 2010 został mianowany diecezjalnym egzorcystą, a w 2019 ojcem duchownym kapłanów diecezji tarnowskiej i dyrektorem unii apostolskiej księży tejże diecezji. Był asystentem kościelnym kursu Alpha w diecezji oraz Stowarzyszenia Szkoła Nowej Ewangelizacji św. Józefa w Tarnowie, a także dyrektorem tejże szkoły. Został członkiem diecezjalnej komisji kaznodziejskiej. Brał udział w pracach komisji przygotowawczej V synodu diecezji tarnowskiej, a następnie został członkiem komisji ds. ewangelizacji. Wszedł w skład rady kapłańskiej, rady duszpasterskiej oraz Rady Administracyjnej Fundacji im. Arcybiskupa Jerzego Ablewicza. W 2017 został kanonikiem gremialnym i kustoszem kapituły kolegiackiej w Mielcu.
Z myślą o ewangelizacji młodzieży organizował Festiwal Filmowy „Vitae Valor” oraz Przegląd Filmów Norweskich, był współprowadzącym audycję „Na strychu” w radiu RDN, a także należał do zespołu redakcyjnego pisma „Winda” (dodatku do tygodnika „Droga”). Pełnił funkcje kapelana tarnowskich samorządowców oraz opiekuna wspólnoty Mężczyźni św. Józefa w Tarnowie. Objął funkcję diecezjalnego koordynatora ruchu Odnowy w Duchu Świętym, uczestniczył w Domowym Kościele oraz Spotkaniach Małżeńskich. Był jednym ze współzałożycieli wspólnoty małżeństw niepłodnych w Krakowie, w diecezji utworzył duszpasterstwo związków niesakramentalnych, a także współorganizował rekolekcje dla osób, które dokonały aborcji.
12 grudnia 2020 papież Franciszek mianował go biskupem pomocniczym diecezji tarnowskiej ze stolicą tytularną Mazaca. Święcenia biskupie otrzymał 30 stycznia 2021 w kościele Najświętszej Maryi Panny Królowej Polski w Tarnowie. Głównym konsekratorem był Andrzej Jeż, biskup diecezjalny tarnowski, zaś współkonsekratorami arcybiskup Salvatore Pennacchio, nuncjusz apostolski w Polsce, i Stanisław Budzik, arcybiskup metropolita lubelski. Jako zawołanie biskupie przyjął słowa „Patris corde” (Ojcowskim sercem), zaczerpnięte z tytułu listu apostolskiego opublikowanego w dniu poinformowania go o nominacji.
23 kwietnia 2024 papież Franciszek przeniósł go na urząd biskupa diecezjalnego diecezji sosnowieckiej, który objął kanonicznie 8 maja 2024, natomiast ingres do bazyliki katedralnej Wniebowzięcia Najświętszej Maryi Panny w Sosnowcu odbył 22 czerwca 2024.
Komentator Ewangelii w programie telewizyjnym dla dzieci Ziarno.
W ramach Konferencji Episkopatu Polski został w 2021 przewodniczącym Zespołu ds. Nowej Ewangelizacji, a w 2025 przewodniczącym Zespołu Roboczego ds. Katechezy Parafialnej, ponadto wszedł w skład Rady ds. Duszpasterstwa Młodzieży.